# Tania Rubio
Tania Rubio (Ciudad de México, 9 de octubre de 1987) es compositora, grabadora de campo, artista sonora y trandisciplinar e investigadora mexicana. 

## Biografía
Tania Rubio realizó sus estudios de licenciatura en composición en la Facultad de Música de la UNAM con mención honorífica. Continuó sus estudios de maestría en Creación Musical, Nuevas Tecnologías y Artes Tradicionales en la Universidad Nacional de Tres de Febrero-UNTREF, así como la Especialización en Teatro de Objetos, Interactividad y Nuevos Medios de la Universidad Nacional de las Artes-UNA en Buenos Aires, Argentina. Es doctora por la Anton Bruckner Private University en Linz, Austria bajo la mentora de la compositora Carola Bauckholt.
Ha realizado obras de música contemporánea de concierto, acuática y multicanal e instalación sonora en donde combina saberes ancestrales con lo contemporáneo. De igual manera su investigación-creación se enfoca en el cruce entre el arte y la ciencia, a través del uso del  paisaje sonoro, la ecología acústica y bioacústica. 
Sus obras, así como su trabajo de investigación y formación ha sido presentado en México, Argentina, Brasil, Colombia, Francia, España e Inglaterra.  Ha recibido apoyos del apoyo del programa Estudios en el Extranjero 2015-2017, FONCA-CONACYT. Fue becaria del programa Arte, Ciencia y Tecnología del FONCA-UNAM 2019.  Ha participado en festivales como el Festival Nativo, Festival Internacional Cervantino, Time to Listen en Berlin, Leicht Über Linz, Darmstädter Ferienkurse, Ars Electronica, Forum Wallis, FIMNME entre otros.   
Es fundadora del Festival Revueltas Sonoras, la Red de Compositoras Latinoamericanas-RedCLa, así como directora de la Red Ecología Acústica de México. 

## Filmografía
Territorio, memoria y migración es un documental resultado del proceso etnográfico sonoro realizado en la comunidad de Yaxunah, en Yaxcabá, Yucatán como parte del proyecto Laboratorio de Ecología Acústica en México (LEAM). Fue realizado en colaboración con  biólogos y artistas que abordan distintas perspectivas de escucha en torno al sonido en el medioambiente.Fue presentado en 2023 en la Fonoteca Nacional.

## Premios
- Composer in Residence 2019 por el Archiv Frau und Music en colaboración con la Hoschule für musik un Darstellende Kunst en Frankfurt, Alemania.[9]
- "Composer in Residence 2021” por la fundación Crespo en el programa “Art/Nature Nature/Art”, Glenkeen Garden.
- Internationaler Koproduktionsfonds 2022-2023.

## Obras
Algunas de sus obras son las siguientes: 
- Savannah la Mar (2009) para dos flautas  (C y G), dos saxofones (soprano y tenor) amplificados en cuatro canales.Mirada Acústica  (2011) teatro musical para percusión (Dos Marimbas, balafón,  bombo) y danzante.
- Focus (2012) instalación sonora.
- Asesinato Espejo (2012) para dos voces femeninas, 2 clarinetes en Bb cuarteto de saxofón.
- Esquizofonía (2014) para ensamble Pierrot.
- Articulaciones Sonoras (2015) pieza audiovisual.
- Insectum Estridulitum (2015) escultura sonora.
- Pienso, luego me desaparecen (2016) para quinteto de clarinetes.
- Witzikitl Itekyo (2016) música electroacústica y teatro de sombras para niños.
- Los Animales Símbolo de las Altas Culturas (2016) música electroacústica.
- Biotopos – 2017 música electroacústica.
- Yolcatl (2018) para instrumentos precolombinos.
- Cuando el agua corre, escúchala caer (2018) música electroacústica.
- Re-rewriting (1946-2018)  para seis voces femeninas y electrónica.
- Bye Bye Pauline Butterfly  (2017) música electroacústica.
- Occisiones Rituales (2018) teatro musical para voces femeninas, flauta, clarinete bajo, violín, violonchelo, percusión, objetos teatrales y electrónica.
- Unspoken Languages (2019) para veintidós voces y percusión.
- Natural Mutations (2019) música electroacústica.
- Axolotl (2019) Teatro musical para voces masculinas, recorders y electrónica.
- Rito Funerario a la Muerte del Sol (2020) música electroacústica.
- Tier (2020) instrumentos precolombinos y electrónica en vivo.
- Aus der Asche (2021) para guitarra sola y electrónica.
- Wolf Women (2021) para dos ejecutantes de percusión.
- Suicide Machinery (2021) Teatro musical para cuatro voces, violonchelo, percusión, objetos teatrales, electrónica y video.
- The Language of Water (2021) Ensamble y electrónica.
- Sprachen der Natur (2021) música electroacústica.
- K’ob (2022) percusión sola y electrónica.
- Klangwelten (2023) música electroacústica y video.
- Grito Silente del Mar (2023)
- Insect City (2024) Electrónica multicanal.
- Antropología de la Memoria – 2024 Teatro musical para dos flautas, un ejecutante y electrónica.

## Discografía
- EP Tributo a Pauline oliveros (2017)[10]
- Alhures  (2021)- Núcleo Música Nova.[11]